# Mycetophagus serrulatus
Mycetophagus serrulatus är en skalbaggsart som först beskrevs av Thomas Casey 1900.  Mycetophagus serrulatus ingår i släktet Mycetophagus och familjen vedsvampbaggar. Inga underarter finns listade i Catalogue of Life.